# Diego Penny
Diego Alonso Roberto Penny Valdez (Lima, Perú, 22 de abril de 1984) más conocido como Diego Penny, es un exfutbolista peruano. Jugaba como guardameta y su último club fue el Deportivo Garcilaso.

## Trayectoria

### Sporting Cristal B (2001-2003)
Cuando era niño a la edad de 13 años llegó a las divisiones inferiores del Sporting Cristal. Tras la salida de Miguel Miranda fue promocionado al plantel profesional del cuadro rimense en el 2002, a la edad de 18 años donde fue considerado el tercer arquero del plantel, detrás de Erick Delgado y Carlos Benavides, llegó a integrar los equipos celestes que se consagraron campeones del Descentralizado 2002 y del Torneo Apertura 2003 aunque sin llegar a debutar en Primera División. 
Durante esas temporadas atajó en la filial del club, el Sporting Cristal "B" de la Segunda División.

### Coronel Bolognesi (2004-2008)
En busca de mayor continuidad fichó por el Coronel Bolognesi en 2004 donde hizo su debut profesional. En el equipo tacneño se consolidó como uno de los mejores porteros del medio peruano, llegando a jugar torneos internacionales como la Copa Sudamericana 2004, la Copa Sudamericana 2006 la Copa Sudamericana 2007 y la Copa Libertadores 2008. En Tacna fue dirigido por Jorge Sampaoli.
El 2007 fue el capitán del equipo, ese año consiguió además el subcampeonato del Descentralizado, que es hasta la fecha el logró más importante de la joven institución tacneña. Al año siguiente emigró al fútbol inglés.

### Burnley F.C. (2008-2010)
En 2008 llegó al Burnley F.C, quien se interesó en él por su buena actuación en Brasil en el 2007 por un partido de eliminatoria. Burnley jugaba en la Division One inglesa. En la temporada 2008-09 logró el ascenso a la Premier League luego de que su equipo derrotó al Sheffield United en el repechaje.
Hizo su debut en la Premier League el 24 de octubre de 2009 en la derrota de su equipo por 3-1 ante el Wigan Athletic, Diego Penny ingresó en el segundo tiempo en reemplazo del danés Brian Jensen. Permaneció en Burnley por una temporada más.

### Juan Aurich (2010-2011)
A mediados del 2010 regresó al Perú fichado por el Juan Aurich de Chiclayo. En el cuadro norteño logró un hito histórico al lograr el pase a la final del Descentralizado 2011 ante el Alianza Lima. En el partido de ida de la final su equipo cayó por 1-2 en Chiclayo. En el partido de vuelta, jugado en el Estadio Alejandro Villanueva, Aurich dio la sorpresa y derrotó por 0-1 al Alianza Lima, teniendo en Penny a una de las figuras. Tras estos resultados se tuvo que definir al campeón de ese año en un tercer encuentro. En el partido definitorio Aurich y Alianza empataron sin goles teniendo que definir el título en una tanda de penales donde Diego Penny fue figura al atajar los disparos de Luis Trujillo y Óscar Vílchez, consagrando a su equipo campeón peruano por primera vez. Ese mismo año Diego Penny fue premiado como el mejor jugador de las finales y como el mejor arquero del torneo.

### Sporting Cristal (2013-2016)
Para la temporada 2013, Diego Penny retornó al Sporting Cristal —su club de origen— luego de 9 años. El flaco fue el guardameta titular durante la Copa Libertadores 2013 y el Descentralizado de ese año, en que los bajopontinos culminaron en el tercer lugar.
Se mantuvo en el titularato durante la temporada 2014. Penny fue ese año una de las piezas claves en el Torneo Clausura que obtuvo Cristal tras derrotar en partido extra al Alianza Lima, el flaco se perdió solo un partido (por acumulación de tarjetas) que fue precisamente el definitorio. Volvió al titularato para jugar las finales nacionales ante su ex-club, el Juan Aurich. En el partido de ida el marcador fue un empate 2-2, mientras que en el de vuelta el resultado también fue empate esta vez sin goles. Sporting Cristal logró finalmente derrotar al Aurich por 3-2 en el tercer play-off jugado en el Estadio Mansiche de Trujillo, logrando así el tercer título nacional en la carrera del portero. Durante este último partido, Penny tuvo que ser sustituido al minuto 106' de la prórroga tras sufrir un traumatismo craneoencefálico de primer grado. El portero fue hospitalizado hasta el día siguiente y se recuperó completamente de su lesión. Su sustituto, Álex Araujo, mantuvo su arco invicto asegurando así el título.

### Foot Ball Club Melgar (2017-2018)
En la temporada 2017 ficha por el cuadro arequipeño tras no renovar contrato con el cuadro cervecero.
Renueva por toda la temporada 2018 con el cuadro arequipeño dónde jugaría la Copa Libertadores 2018 dónde caería eliminado por Santiago Wanderers en la ronda de clasificación a fase de grupos.

### Universidad San Martín (2019 - 2021)
El 20 de diciembre del 2018 ficha por los santos por todo el 2019 donde continuó hasta 2021.

### Alianza Atlético de Sullana (2022)
Fue contratado por todo el 2022 para defender al cuadro "churre".

### Deportivo Garcilaso (2023-2024)
Fichó por el cuadro cusqueño para afrontar la Liga 1. Con el "Garci" consiguió la clasificación a la Copa Sudamericana 2024 por primera vez en su historia. El 13 de enero de 2025 anunció su retiro del fútbol profesional.

## Selección peruana
Diego Penny fue internacional con la selección de fútbol del Perú en 17 partidos en que le anotaron 23 goles. Su debut en partidos oficiales fue el 18 de noviembre de 2007, en Lima, ante la selección de fútbol de Brasil, en un empate 1-1 por las Clasificatorias al Mundial de 2010.

### Participaciones en Copa América
| Torneo                  | Sede           | Resultado        | Partidos | G. R. | Asist. |
| ----------------------- | -------------- | ---------------- | -------- | ----- | ------ |
| Copa América 2015       | Chile          | Tercer lugar     | 0        | 0     | 0      |
| Copa América Centenario | Estados Unidos | Cuartos de final | 0        | 0     | 0      |

### Participaciones en Eliminatorias
| Eliminatorias                    | Selección | Resultado           | Partidos | Goles Recibidos | P. sin goles en contra |
| -------------------------------- | --------- | ------------------- | -------- | --------------- | ---------------------- |
| Eliminatorias Sudamericanas 2010 | Perú      | 10.º (No clasificó) | 2        | 6               | 0                      |
| Eliminatorias Sudamericanas 2014 | Perú      | 7.º (No clasificó)  | 4        | 9               | 0                      |
| Eliminatorias Sudamericanas 2018 | Perú      | 5.º (Clasificado)   | 2        | 3               | 1                      |

## Estadísticas

### Clubes
| Club | Div.                | Temporada           | Liga | Liga | Liga | Copas (1)    | Copas (1)    | Copas (1)    | Internacional (2) | Internacional (2) | Internacional (2) | Total | Total | Total |
| Club | Div.                | Temporada           | PJ   | GR   | VI   | PJ           | GR           | VI           | PJ                | GR                | VI                | PJ    | GR    | VI    |
| --- | ------------------- | ------------------- | ---- | ---- | ---- | ------------ | ------------ | ------------ | ----------------- | ----------------- | ----------------- | ----- | ----- | ----- |
| Coronel Bolognesi · Perú | 1.ª                 | 2004                | 38   | 62   | 10   | Inexistentes | Inexistentes | Inexistentes | 2                 | 4                 | 1                 | 40    | 66    | 11    |
| Coronel Bolognesi · Perú | 1.ª                 | 2005                | 47   | ?    | ?    | Inexistentes | Inexistentes | Inexistentes | Inexistentes      | Inexistentes      | Inexistentes      | 47    | ?     | ?     |
| Coronel Bolognesi · Perú | 1.ª                 | 2006                | 38   | 38   | 14   | Inexistentes | Inexistentes | Inexistentes | 4                 | 5                 | 1                 | 42    | 43    | 15    |
| Coronel Bolognesi · Perú | 1.ª                 | 2007                | 41   | 47   | 15   | Inexistentes | Inexistentes | Inexistentes | 2                 | 1                 | 1                 | 43    | 48    | 16    |
| Coronel Bolognesi · Perú | 1.ª                 | 2008                | 17   | 17   | 3    | Inexistentes | Inexistentes | Inexistentes | 5                 | 4                 | 2                 | 22    | 21    | 5     |
| Total club | Total club          | Total club          | 181  | +164 | +42  | 0            | 0            | 0            | 13                | 14                | 5                 | 194   | +178  | +47   |
| Burnley Inglaterra | 2.ª                 | 2008-09             | 1    | 4    | 0    | Inexistentes | Inexistentes | Inexistentes | Inexistentes      | Inexistentes      | Inexistentes      | 1     | 4     | 0     |
| Burnley Inglaterra | 1.ª                 | 2009-10             | 1    | 3    | 0    | 2            | 4            | 0            | Inexistentes      | Inexistentes      | Inexistentes      | 3     | 7     | 0     |
| Total club | Total club          | Total club          | 2    | 7    | 0    | 2            | 4            | 0            | 0                 | 0                 | 0                 | 4     | 11    | 0     |
| Juan Aurich · Perú | 1.ª                 | 2010                | 8    | 10   | 4    | Inexistentes | Inexistentes | Inexistentes | Inexistentes      | Inexistentes      | Inexistentes      | 8     | 10    | 4     |
| Juan Aurich · Perú | 1.ª                 | 2011                | 32   | 22   | 13   | Inexistentes | Inexistentes | Inexistentes | 2                 | 4                 | 0                 | 34    | 26    | 13    |
| Juan Aurich · Perú | 1.ª                 | 2012                | 48   | 44   | 14   | Inexistentes | Inexistentes | Inexistentes | 6                 | 9                 | 2                 | 54    | 53    | 16    |
| Total club | Total club          | Total club          | 88   | 76   | 31   | 0            | 0            | 0            | 8                 | 13                | 2                 | 96    | 89    | 33    |
| Sporting Cristal · Perú | 1.ª                 | 2013                | 40   | 39   | 18   | Inexistentes | Inexistentes | Inexistentes | 6                 | 8                 | 2                 | 46    | 47    | 20    |
| Sporting Cristal · Perú | 1.ª                 | 2014                | 32   | 40   | 9    | 13           | 19           | 2            | 2                 | 3                 | 0                 | 47    | 62    | 11    |
| Sporting Cristal · Perú | 1.ª                 | 2015                | 32   | 44   | 8    | 6            | 3            | 4            | 6                 | 7                 | 1                 | 44    | 54    | 13    |
| Sporting Cristal · Perú | 1.ª                 | 2016                | 38   | 38   | 12   | Inexistentes | Inexistentes | Inexistentes | 6                 | 15                | 0                 | 44    | 53    | 12    |
| Total club | Total club          | Total club          | 142  | 140  | 68   | 19           | 22           | 6            | 20                | 33                | 3                 | 181   | 216   | 56    |
| F. B. C. Melgar · Perú | 1.ª                 | 2017                | 20   | 14   | 10   | Inexistentes | Inexistentes | Inexistentes | 3                 | 7                 | 1                 | 23    | 21    | 11    |
| F. B. C. Melgar · Perú | 1.ª                 | 2018                | 36   | 41   | 10   | Inexistentes | Inexistentes | Inexistentes | 2                 | 2                 | 0                 | 38    | 43    | 10    |
| Total club | Total club          | Total club          | 56   | 55   | 20   | 0            | 0            | 0            | 5                 | 9                 | 1                 | 61    | 64    | 21    |
| Universidad San Martín · Perú | 1.ª                 | 2019                | 31   | 42   | 9    | 4            | 3            | 2            | Inexistentes      | Inexistentes      | Inexistentes      | 35    | 45    | 11    |
| Universidad San Martín · Perú | 1.ª                 | 2020                | 26   | 35   | 6    | Inexistentes | Inexistentes | Inexistentes | Inexistentes      | Inexistentes      | Inexistentes      | 26    | 35    | 6     |
| Universidad San Martín · Perú | 1.ª                 | 2021                | 24   | 34   | 5    | Inexistentes | Inexistentes | Inexistentes | Inexistentes      | Inexistentes      | Inexistentes      | 24    | 34    | 5     |
| Total club | Total club          | Total club          | 81   | 111  | 20   | 4            | 3            | 2            | 0                 | 0                 | 0                 | 85    | 114   | 22    |
| Alianza Atlético · Perú | 1.ª                 | 2022                | 31   | 37   | 10   | Inexistentes | Inexistentes | Inexistentes | Inexistentes      | Inexistentes      | Inexistentes      | 31    | 37    | 10    |
| Total club | Total club          | Total club          | 31   | 37   | 10   | 0            | 0            | 0            | 0                 | 0                 | 0                 | 31    | 37    | 10    |
| Deportivo Garcilaso · Perú | 1.ª                 | 2023                | 30   | 38   | 10   | Inexistentes | Inexistentes | Inexistentes | Inexistentes      | Inexistentes      | Inexistentes      | 30    | 38    | 10    |
| Deportivo Garcilaso · Perú | 1.ª                 | 2024                | 14   | 18   | 4    | Inexistentes | Inexistentes | Inexistentes | 5                 | 7                 | 1                 | 19    | 25    | 5     |
| Total club | Total club          | Total club          | 41   | 56   | 14   | 0            | 0            | 0            | 5                 | 7                 | 1                 | 49    | 63    | 15    |
| Total en su carrera | Total en su carrera | Total en su carrera | 622  | +628 | +201 | 25           | 29           | 8            | 55                | 77                | 14                | 687   | +747  | +199  |
| (1) Incluye datos de la Torneo del Inca/Copa Bicentenario (2) Incluye datos de la Copa Libertadores/Copa Sudamericana. (3) No incluye goles en partidos amistosos. |                     |                     |      |      |      |              |              |              |                   |                   |                   |       |       |       |

### Selección peruana
- Actualizado el 5 de mayo de 2016.

| Selección                                                                              | Temporada     | Amistosos | Amistosos | Amistosos | Sudamérica(1) | Sudamérica(1) | Sudamérica(1) | Mundial | Mundial | Mundial | Total | Total | Total |
| Selección                                                                              | Temporada     | Part.     | GR        | VI        | Part.         | GR            | VI            | Part.   | GR      | VI      | Part. | GR    | VI    |
| -------------------------------------------------------------------------------------- | ------------- | --------- | --------- | --------- | ------------- | ------------- | ------------- | ------- | ------- | ------- | ----- | ----- | ----- |
| Sub-20 · Perú                                                                          | 2002          | 2         | 1         | 1         | —             | —             | —             | —       | —       | —       | 2     | 1     | 1     |
| Total                                                                                  | Total         | 2         | 1         | 1         | 0             | 0             | 0             | 0       | 0       | 0       | 2     | 1     | 1     |
| Adulta · Perú                                                                          | 2006          | 3         | 3         | 0         | —             | —             | —             | —       | —       | —       | 3     | 3     | 0     |
| Adulta · Perú                                                                          | 2007          | 1         | 0         | 1         | 2             | 6             | 0             | —       | —       | —       | 3     | 6     | 1     |
| Adulta · Perú                                                                          | 2012          | 2         | 1         | 1         | 2             | 5             | 0             | —       | —       | —       | 4     | 6     | 1     |
| Adulta · Perú                                                                          | 2013          | 2         | 0         | 2         | 2             | 4             | 0             | —       | —       | —       | 4     | 4     | 2     |
| Adulta · Perú                                                                          | 2015          | —         | —         | —         | 2             | 3             | 1             | —       | —       | —       | 2     | 3     | 1     |
| Adulta · Perú                                                                          | 2016          | 1         | 0         | 1         | —             | —             | —             | —       | —       | —       | 1     | 0     | 1     |
| Total                                                                                  | Total         | 9         | 4         | 5         | 8             | 18            | 1             | 0       | 0       | 0       | 17    | 23    | 6     |
| Total carrera                                                                          | Total carrera | 11        | 5         | 6         | 8             | 18            | 1             | 0       | 0       | 0       | 19    | 24    | 7     |
| (1) Incluye los partidos del Copa América / Clasificatorias Sudamericanas (2007-2015). |               |           |           |           |               |               |               |         |         |         |       |       |       |

### Penales atajados
| 1  | 15 de junio de 2005      | Coronel Bolognesi -Cienciano                 | 0 - 0 | Sergio Ibarra      | Estadio Jorge Basadre, Tacna               | Campeonato Descentralizado 2005                                  |
| 2  | 10 de octubre de 2009    | Manchester City Reservas -FC Burnley U23     | 1 - 2 | David Ball         | Sportcity, Mánchester                      | Premier Reserve League 2009–10                                   |
| 3  | 4 de marzo de 2010       | FC Burnley U23 -Everton FC Reservas          | 2 - 3 | Dan Gosling        | County Ground, Leyland                     | Premier Reserve League 2009–10                                   |
| 4  | 10 de junio de 2012      | Uruguay -Perú                                | 4 - 2 | Diego Forlán       | Estadio Centenario, Montevideo             | Clasificación de Conmebol para la Copa Mundial de Fútbol de 2014 |
| 5  | 16 de junio de 2012      | Juan Aurich -José Gálvez                     | 1 - 2 | Martín Arzuaga     | Estadio Elías Aguirre, Chiclayo            | Campeonato Descentralizado 2012                                  |
| 6  | 8 de julio de 2012       | Juan Aurich -León de Huánuco                 | 1 - 0 | Sidney Faiffer     | Estadio Elías Aguirre, Chiclayo            | Campeonato Descentralizado 2012                                  |
| 7  | 18 de febrero de 2013    | Sport Huancayo -Sporting Cristal             | 2 - 1 | Sergio Ibarra      | Estadio Huancayo, Huancayo                 | Campeonato Descentralizado 2013                                  |
| 8  | 27 de octubre de 2013    | Sporting Cristal -Pacífico FC                | 5 - 0 | Mauro Cantoro      | Estadio Alberto Gallardo, Lima             | Campeonato Descentralizado 2013                                  |
| 9  | 7 de febrero de 2015     | Deportivo Municipal -Sporting Cristal        | 0 - 5 | Aldo Olcese        | Estadio Nacional del Perú, Lima            | Torneo del Inca 2015                                             |
| 10 | 17 de julio de 2015      | Juan Aurich -Sporting Cristal                | 1 - 2 | Germán Pacheco     | Estadio César Flores Marigorda, Lambayeque | Campeonato Descentralizado 2015                                  |
| 11 | 31 de octubre de 2015    | Sporting Cristal -León de Huánuco            | 1 - 1 | Mauro Olivi        | Estadio Alberto Gallardo, Lima             | Campeonato Descentralizado 2015                                  |
| 12 | 16 de diciembre de 2015  | Melgar -Sporting Cristal                     | 3 - 2 | Ysrael Zúñiga      | Estadio Monumental de la UNSA, Arequipa    | Campeonato Descentralizado 2015                                  |
| 13 | 18 de septiembre de 2016 | Defensor La Bocana -Sporting Cristal         | 1 - 2 | Enzo Borges        | Estadio Sesquicentenario, Sechura          | Campeonato Descentralizado 2016                                  |
| 14 | 18 de octubre de 2017    | Sporting Cristal -Melgar                     | 1 - 2 | Gabriel Costa      | Estadio Alberto Gallardo, Lima             | Campeonato Descentralizado 2017                                  |
| 15 | 18 de marzo de 2018      | Melgar -Sport Huancayo                       | 2 - 1 | Luis Trujillo      | Estadio Monumental de la UNSA, Arequipa    | Torneo de Verano 2018                                            |
| 16 | 21 de octubre de 2018    | Alianza Lima -Melgar                         | 0 - 1 | Rinaldo Cruzado    | Estadio Alejandro Villanueva, Lima         | Campeonato Descentralizado 2018                                  |
| 17 | 13 de octubre de 2019    | Univ San Martin -Alianza Lima                | 2 - 3 | Felipe Rodríguez   | Estadio Alberto Gallardo, Lima             | Liga 1 2019                                                      |
| 18 | 9 de septiembre de 2020  | Sporting Cristal -Univ San Martin            | 2 - 0 | Emanuel Herrera    | Estadio Alberto Gallardo, Lima             | Liga 1 2020                                                      |
| 19 | 13 de octubre de 2020    | Alianza Lima -Univ San Martin                | 0 - 1 | Carlos Ascues      | Estadio Alejandro Villanueva, Lima         | Liga 1 2020                                                      |
| 20 | 19 de julio de 2022      | Univ. Técnica de Cajamarca -Alianza Atlético | 2 - 1 | Facundo Peraza     | Estadio Héroes de San Ramón, Cajamarca     | Liga 1 2022                                                      |
| 21 | 29 de febrero de 2024    | Alianza Atlético -Deportivo Garcilaso        | 3 - 0 | Adrián Fernández   | Estadio Campeones del 36, Sullana          | Liga 1 2024                                                      |
| 22 | 17 de septiembre de 2024 | Sporting Cristal -Deportivo Garcilaso        | 1 - 0 | Martín Cauteruccio | Estadio Alberto Gallardo, Lima             | Liga 1 2024                                                      |

## Palmarés

### Campeonatos nacionales
| Título                 | Club             | País | Año  |
| ---------------------- | ---------------- | ---- | ---- |
| Torneo Descentralizado | Sporting Cristal | Perú | 2002 |
| Torneo Descentralizado | Juan Aurich      | Perú | 2011 |
| Torneo Descentralizado | Sporting Cristal | Perú | 2014 |
| Torneo Descentralizado | Sporting Cristal | Perú | 2016 |

### Torneos cortos
| Título           | Club              | País | Año  |
| ---------------- | ----------------- | ---- | ---- |
| Torneo Clausura  | Sporting Cristal  | Perú | 2002 |
| Torneo Apertura  | Sporting Cristal  | Perú | 2003 |
| Torneo Clausura  | Coronel Bolognesi | Perú | 2007 |
| Torneo Clausura  | Sporting Cristal  | Perú | 2014 |
| Torneo Apertura  | Sporting Cristal  | Perú | 2015 |
| Torneo Clausura  | Sporting Cristal  | Perú | 2016 |
| Torneo de Verano | FBC Melgar        | Perú | 2017 |
| Torneo Clausura  | FBC Melgar        | Perú | 2018 |

### Distinciones individuales
| Distinción                                                                                            | Año  |
| --- | ---- |
| Arquero del año en el Perú                                                                            | 2007 |
| Incluido en el equipo ideal del Campeonato Descentralizado según el portal periodístico DeChalaca.com | 2011 |
| Arquero del año en el Perú                                                                            | 2011 |
| Preseleccionado como arquero en el mejor once del Campeonato Descentralizado según la SAFAP           | 2018 |